# Kyushu Asahi Broadcasting
A Kyushu Asahi Broadcasting Corporation (九州朝日放送株式会社; Hepburn: Kyushu Asahi Hoso Kabushiki Gaisha; KBC) fukuokai székhelyű japán műsorszóró cég, a National Radio Network (NRN), az All-Nippon News Network (ANN) és a TV Asahi Network hálózatok tagja.

## Műsorai
- Aszadeszu
- Super J Channel Kjúsú/Okinaba
- KBC News Pia
- Kjúsú kaido Story
- Ruriiro no szunadokei
- Fukuoka maraton
- Nemzeti középiskolai baseball-bajnokság Fukuoka regionális bajnoksága
- Vana H Cup KBC Augusta